# Rayjon Tucker
Rayjon Tucker (Charlotte, 24 de setembro de 1997) é um jogador norte-americano de basquete profissional que atualmente joga no AEK Atenas que disputa a GBL (Grécia) e a Liga dos Campeões da FIBA (BCL).
Ele jogou basquete universitário na Universidade de Florida Gulf Coast e na Universidade do Arkansas em Little Rock.

## Início da vida e ensino médio
Tucker cresceu em Charlotte, Carolina do Norte e frequentou a Northside Christian Academy. Em seu último ano, ele teve médias de 24 pontos, 10 rebotes, 5 assistências, 3 roubos de bola e 3 bloqueios e ajudou a levar a equipe a final estadual.
Tucker se comprometeu a jogar basquete universitário na Florida Gulf Coast University, rejeitando as ofertas de Virginia Tech, Boston College, VCU, Clemson e Auburn.

## Carreira universitária
Tucker começou sua carreira universitária no Florida Gulf Coast. Como calouro, ele jogou em 35 jogos (1 como titular) e teve médias de 6,2 pontos e 3,1 rebotes. Em seu segundo ano, Tucker teve médias de 7,7 pontos e 2,9 rebotes. Ele anunciou sua intenção de se transferir no final da temporada.
Tucker se transferiu para a Universidade de Arkansas em Little Rock. Depois de ficar de fora por uma temporada devido às regras de transferência da NCAA, ele obteve médias de 20,3 pontos e 6,7 rebotes e foi nomeado para a Segunda-Equipe da Sun Belt Conference.
Após a temporada, Tucker deixou o programa com a intenção de ingressar em um programa de basquete universitário de nível superior enquanto também se declarava para o draft da NBA de 2019. Ele se comprometeu a se transferir para a Universidade de Memphis. No entanto, Tucker acabou decidindo não sair do draft e buscar o basquete profissional.

## Carreira profissional

### Wisconsin Herd (2019)
Depois de não ser selecionado no draft da NBA de 2019, Tucker jogou pelo Milwaukee Bucks na Summer League. Depois de obter médias de 10,2 pontos e 3,6 rebotes em cinco jogos, os Bucks assinaram um contrato de 10 dias com Tucker em 16 de agosto de 2019. Ele foi dispensado pelo Bucks em 19 de outubro de 2019 e posteriormente atribuído ao seu afiliado da G-League, Wisconsin Herd. Em 16 jogos, Tucker teve médias de 23,8 pontos, 4,6 rebotes, 2,8 assistências e 0,9 roubos de bola em 33,8 minutos. Ele foi nomeado o Jogador do Mês da G-League em dezembro.

### Utah Jazz (2019–2020)
Tucker assinou um contrato pelo resto da temporada de 2019-20 com o Utah Jazz em 24 de dezembro de 2019. Em 30 de dezembro de 2019, ele fez sua estreia na NBA contra o Detroit Pistons e registrou dois pontos e um rebote na vitória por 104-81. Ele começou a jogar mais minutos em janeiro de 2020 devido ao seu foco na defesa.
Em 27 de novembro de 2020, Tucker foi negociado, junto com uma escolha de segunda rodada do draft de 2027, com o Cleveland Cavaliers. Um dia depois, ele foi dispensado pelos Cavs.
Em 1 de dezembro de 2020, Tucker assinou um contrato com o Los Angeles Clippers. Ele foi dispensado na conclusão do campo de treinamento.

### Philadelphia 76ers (2021)
Tucker assinou um contrato bidirecional com o Philadelphia 76ers em 22 de janeiro de 2021. Em 8 de agosto, ele renovou com os Sixers para um novo acordo de mão dupla. Em 18 de agosto, os 76ers o dispensaram.

### Retorno a Wisconsin / Denver Nuggets (2021–2022)
Em outubro de 2021, Tucker se juntou ao Wisconsin Herd. Em 13 jogos, ele teve médias de 17,1 pontos, 4,8 rebotes e 2,8 assistências em 32,2 minutos. Em 21 de dezembro, ele assinou um contrato de 10 dias com o Minnesota Timberwolves, mas não jogou em nenhum jogo.
Em 31 de dezembro, Tucker assinou um contrato de 10 dias com o Denver Nuggets e em 11 de janeiro de 2022, ele foi readquirido pelo Herd. Em 3 de fevereiro, ele registrou 31 pontos e seis rebotes na derrota para o Lakeland Magic.

### Milwaukee Bucks (2022–Presente)
Em 8 de abril de 2022, Tucker assinou um contrato de 3 anos com o Milwaukee Bucks.

## Estatísticas

### NBA

#### Temporada regular
| Ano      | Equipe       | PJ | PT | MPJ  | AP   | 3P    | LL   | RT  | AS  | BR  | TO | PPJ |
| -------- | ------------ | -- | -- | ---- | ---- | ----- | ---- | --- | --- | --- | -- | --- |
| 2019–20  | Utah         | 20 | 0  | 8.1  | .465 | .176  | .826 | 1.0 | .3  | .1  | .1 | 3.1 |
| 2020–21  | Philadelphia | 14 | 0  | 4.9  | .500 | .286  | .737 | .8  | .4  | .1  | .0 | 2.4 |
| 2021–22  | Denver       | 3  | 0  | 9.7  | .500 | .500  | .750 | 1.3 | 1.3 | .3  | .0 | 2.0 |
| 2021–22  | Milwaukee    | 2  | 0  | 21.0 | .714 | 1.000 | .667 | 2.0 | 3.0 | 1.5 | .0 | 7.5 |
| Carreira | Carreira     | 39 | 0  | 10.9 | .544 | .490  | .744 | 1.2 | 1.2 | .5  | .0 | 3.7 |

#### Playoffs
| Ano  | Equipe | PJ | PT | MPJ | AP   | 3P   | LL  | RT  | AS  | BR  | TO  | PPJ |
| ---- | ------ | -- | -- | --- | ---- | ---- | --- | --- | --- | --- | --- | --- |
| 2020 | Utah   | 2  | 0  | 5.5 | .400 | .333 | N/A | 0.0 | 0.0 | 0.0 | 0.0 | 2.5 |

### Universidade
| Ano      | Equipe             | PJ | PT | MPJ  | AP   | 3P   | LL   | RT  | AS  | BR  | TO  | PPJ  |
| -------- | ------------------ | -- | -- | ---- | ---- | ---- | ---- | --- | --- | --- | --- | ---- |
| 2015–16  | Florida Gulf Coast | 35 | 1  | 18.5 | .545 | .359 | .714 | 3.0 | .8  | .6  | .2  | 6.2  |
| 2016–17  | Florida Gulf Coast | 33 | 6  | 18.8 | .509 | .453 | .753 | 3.9 | 1.0 | .4  | .3  | 7.7  |
| 2018–19  | Little Rock        | 30 | 30 | 36.6 | .491 | .411 | .777 | 6.7 | 1.8 | 1.1 | .4  | 20.3 |
| Carreira | Carreira           | 98 | 37 | 24.6 | .515 | .407 | .748 | 4.5 | 1.2 | 0.7 | 0.3 | 11.4 |

Fonte: